# Église Saint-Pierre-ès-Liens de Montignac
Pour les articles homonymes, voir Église Saint-Pierre-ès-Liens.
L'église Saint-Pierre-ès-Liens est une église catholique située à Montignac-Lascaux, en France.

## Localisation
L'église est située dans le département français de la Dordogne, sur la commune de Montignac-Lascaux.

## Historique
Une première église Saint-Pierre-ès-Liens aurait été construite entre les Ve et VIIe siècles en bordure de la Vézère, hors les murs, à l'est du bourg. Elle remonterait à l'époque de l'évangélisation du diocèse. L'église est attestée par des textes datant du XIe siècle, mais la construction de l'église Sainte-Marie (dite du Plô) dans le bourg va la marginaliser. À la création du diocèse de Sarlat, en 1317, elle devient le chef-lieu de l'archiprêtré de Montignac. Elle existe encore en 1696 mais elle est supplantée en 1730 par l'église Sainte-Marie qui devient la nouvelle église paroissiale. Elle est encore représentée sur un plan, vers 1750, mais sans les bras du transept. À partir de 1766, elle sert de carrière de pierre pour la construction du pont de Montignac. Elle a disparu sur le cadastre de 1813. Une croix a été érigée sur son emplacement en 1932.
La confrérie des Pénitents blancs de Montignac est attestée en 1624. Une chapelle est construite vers 1689 avec un clocher. L'édifice change plusieurs fois de fonction au XIXe siècle. Il est mentionné comme une simple maison en 1813, théâtre en 1835, salle de catéchisme en 1892. La chapelle est détruite pour permettre la construction de la nouvelle église Saint-Pierre vers 1895.
L'ancienne église qui menaçait ruine est démolie en 1892, à l'exception du clocher. Les travaux de la nouvelle église sont entrepris sur les plans de l'architecte Jules Mandin (1827-1905). Les travaux sont terminés en 1897, sauf le clocher, par manque d'argent.
La tour-clocher actuelle a été construite par l'architecte par Paul Cocula (1874-1944) après une souscription. Les travaux ont commencé en 1933 pour se terminer en 1939. 
Le clocher de l'édifice, datant du XIVe siècle, est inscrit au titre des monuments historiques le 23 novembre 1942. 
L'ancien clocher a été détruit en 1966.
Depuis le 1er mars 2025, l'église dispose pour la première fois d'un orgue de chœur à tuyaux à deux claviers de 56 notes chacun, 5 jeux et un pédalier de 30 notes, du facteur Guerrier. La bénédiction et l'éveil de l'orgue ont eu lieu le 3 août à la messe dominicale. Un concert d'orgue par Éric Lebrun et Marie-Ange Leurent a été donné dans l'après-midi.